# Craugastor cruzi
Craugastor cruzi is een kikker uit de familie Craugastoridae. De soort werd voor het eerst wetenschappelijk beschreven door James Randall McCranie, Jay Mathers Savage en Larry David Wilson in 1989. Oorspronkelijk werd de wetenschappelijke naam Eleutherodactylus cruzi gebruikt.
De soort is endemisch in Honduras. Craugastor cruzi wordt bedreigd door het verlies van habitat.